# Шелокта (Пенсилванија)
Шелокта (енгл. Shelocta) град је у америчкој савезној држави Пенсилванија.

## Демографија
По попису из 2010. године број становника је 130, што је 3 (2,4%) становника више него 2000. године.
| Група             | 2000.       | 2010.       |
| Белци             | 123 (96,9%) | 122 (93,8%) |
| Афроамериканци    | 3 (2,4%)    | 0 (0,0%)    |
| Азијати           | 0 (0,0%)    | 0 (0,0%)    |
| Хиспаноамериканци | 0 (0,0%)    | 0 (0,0%)    |
| Укупно            | 127         | 130         |